# تجربة التداخل ليانغ

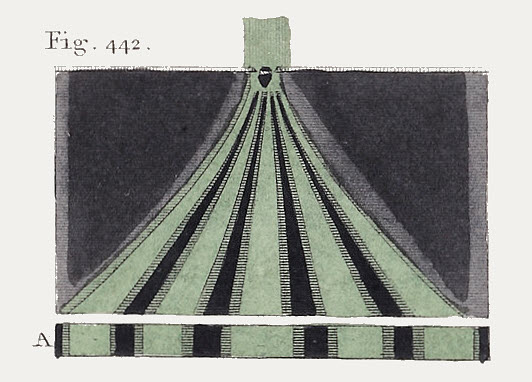

تجربة التداخل ليونغ (تُدعى أيضًا مقياس يونغ للتداخل ذو الشق المزدوج) هي النسخة الأصلية من تجربة الشق المزدوج الحديثة التي أجراها توماس يونغ في مطلع القرن التاسع عشر. لعبت تلك التجربة دورًا هامًا في تقبل نظرية الضوء الموجية بصفة عامة. وكان يونغ نفسه يرى أنها إحدى أهم إنجازاته العديدة.

## نظريات انتشار الضوء في القرن السابع عشر والثامن عشر
طرح العلماء في تلك الفترة نظرية الضوء الموجية بناءً على الملاحظات التجريبية، ومن بينهم روبرت هوك، وكريستيان هويغنز، وليونهارت أويلر. ولكن إسحاق نيوتن، الذي درس طبيعة الضوء دراسة تجريبية، عارض تلك النظرية وطور بدلًا منها نظرية الضوء الجسيمية، وهي تفترض أن الضوء ينبعث من الأجسام المضيئة على هيئة جسيمات صغيرة. طغت نظرية نيوتن على جميع النظريات المنافسة لها حتى مطلع القرن التاسع عشر على الرغم من إدراك العلماء بعدة ظواهر لا تستطيع تلك النظرية أن تفسرها بشكل جيد، مثل تأثير حيود الضوء عند الأطراف الحادة أو من الثقوب الصغيرة، وتعدد الألوان في الأغشية الرقيقة وأجنحة الحشرات، وعدم اصطدام جسيمات الضوء ببعضها عند تقاطع شعاعين من الضوء. ولكن بالرغم من ذلك فقد حظت تلك النظرية بتأييد العديد من العلماء البارزين مثل بيير لابلاس وجان بابتيست بيو.

## أعمال يونغ عن علم الموجات
كتب يونغ أطروحة عن خصائص الصوت الرياضية والفيزيائية بينما كان يدرس الطب في غوتينغن في تسعينيات القرن الثامن عشر. وفي عام 1800 قّدم يونغ ورقة كُتبت في عام 1799 للجمعية الملكية، وادعى فيها أن الضوء له طبيعة موجية. قُوبلت فكرته بشيء من الريبة، لا سيما وأنها كانت تناقض نظرية نيوتن عن طبيعة الضوء الجسيمية.

ومع ذلك استمر يونغ في تطوير فكرته. فقد كان يعتقد أن النموذج الموجي للضوء يصلح لتفسير عدة جوانب من انتشار الضوء بشكل أفضل من النموذج الجسيمي:
«تقودنا فئة واسعة من الظواهر بشكل مباشر إلى نفس الاستنتاج، وهي تشمل الظواهر الآتية: ظهور الألوان المتعددة في الألواح الرقيقة، وحيود الضوء، وانكساره؛ لم تتمكن فرضية الانبعاث حتى الآن من تفسير تلك الظواهر بطريقة شاملة ومستفيضة بشكل كافي لإرضاء حتى أعتى أنصار النموذج الجسيمي. ولكن من ناحية آخرى بإمكاننا تفسير جميع تلك الظواهر آنيًا من خلال تأثير التداخل الذي نشهده في الأضواء المزودجة، وهو يتشابه إلى حد كبير مع النبضات الصوتية التي نلاحظها عند سماعنا ذبذبة وترين متقاربين في حدة الصوت في ذات الوقت.»
ثم وضّح يونغ ظاهرة التداخل مستعينًا بموجات الماء.

وفي عام 1801 قدم يونغ ورقته الشهيرة بعنوان «عن نظرية الضوء والألوان» إلى الجمعية الملكية، ووصف فيها عدة ظواهر متعلقة بالتداخل، وفي عام 1803 وصف يونغ تجربة الشق المزودج الشهيرة. ومن ناحية فعلية لم تتضمن تجربة يونغ الأصلية أي شقوق مزدوجة كما وصفها يونغ بنفسه. عوضًا عن ذلك ينعكس ضوء الشمس في تلك تجربة على سطح مرآة موجهة نحو ثقب صغير على ورقة، ثم ينقسم شعاع الضوء الرفيع الناتج إلى نصفين بواسطة بطاقة ورقية رفيعة (أنحف من شعاع الضوء نفسه).
«إذا افترضنا أن الضوء بجميع ألوانه يتكون من تموجات ذات عرض معين، أو تردد معين، فسيترتب على ذلك أن تلك الموجات لا بد من أنها تخضع للتأثيرات التي ناقشناها في حالة موجات المياه ونبضات الصوت. فقد اتضح لنا أنه عندما تنبعث سلسلتان متطابقتان من الموجات من مركزين متقاربين، فسوف تبطل كل موجة تأثير الأخرى في بعض المواضع، وتتحد تلك الموجتان لمضاعفة تأثيريهما في مواضع أخرى. يُمكننا تفسير نبضات موجات الصوت من خلال مبدأ التداخل. والآن سوف نطبق نفس المبدأ على ظاهرة تناوب اتحاد أشعة الضوء وتلاشيها. حتى يتحد تأثير جزئين من الضوء مع بعضهما لا بد من أن ينبعثا من نفس المصدر وأن يصلا إلى نفس النقطة من خلال مسارات مختلفة دون أن ينحرفا عن مسارهما بدرجة كبيرة. قد ينشأ هذا الانحراف في أحدهما أو كليهما بواسطة الحيود أو الانعكاس أو الانكسار أو كل تلك التأثيرات مجتمعة؛ ولكن أبسط تلك الحالات هي عندما يسقط شعاع من الضوء المتجانس على لوحة بها ثقبان أو شقان صغيران، وفي تلك الحالة يؤدي الشقان دور مركزي حيود الضوء، إذ يحيد الضوء المار من خلالهما في جميع الاتجاهات. وإذا سقط هذان الشعاعان المتكونان حديثًا على لوحة تعترض طريقيهما، فسوف نلاحظ ظهور أهداب مظلمة تتخلل الضوء الساقط على اللوحة، وتتباعد تلك الأهداب كلما ابتعدت اللوحة عن مصدري الضوء بحيث تكون الزوايا المقابلة للأهداب المرسومة من شقي الضوء ثابتة بغض النظر عن اختلاف المسافة بين الشقين واللوحة. وبطريقة مشابهة تتباعد تلك الأهداب كلما اقترب شقي الضوء من بعضهما. ولا بد من أن تكون المنطقة في المنتصف مضيئة دائمًا، وأن تتباعد مراكز الأهداب المضيئة عن بعضها بمسافة معينة بحيث يسلك أحد شعاعي الضوء مسارًا أطول من مسار الآخر بمقدار يساوي عرض تلك التموجات المزعومة، أو ضعفها، أو ثلاثة أمثالها وهلم جرًا؛ بينما تتباعد مراكز الأهداب المظلمة بمسافة معينة بحيث يكون فرق المسار بين الشعاعين مكافئ لنصف عرض الموجة المزعومة، أو مثله ونصف، أو ضعفه ونصف، أو ثلاثة أمثاله ونصف وهلم جرًا. بعد مقارنة نتائج عدة تجارب، فعلى ما يبدو أن عرض موجات الضوء الأحمر يساوي واحد على 36 ألف من البوصة، وأن عرض موجة اللون البنفسجي يساوي واحد على 60 ألف من البوصة. إذًا فمتوسط هذا الطيف بأكمله بالنسبة لشدة الضوء يساوي واحد على 45 ألف من البوصة. ويترتب على تلك الأبعاد أنه، من خلال معرفتنا بسرعة الضوء، لا بد من أن عين الإنسان تستقبل 500 مليون من تلك التموجات على الأقل في الثانية الواحدة. إذا استبدلنا الضوء المتجانس في نفس التجربة بضوء أبيض أو ضوء مختلط فسوف تظهر عدة أهداب متناوبة بين اللون الأسود والأبيض إذا نظرنا إليها عن بعد. ولكن إذا نظرنا إلى هذا النمط عن قرب فسوف نلاحظ أن الأهداب المضيئة عبارة عن خليط عدد لانهائي من الخطوط الرفيعة المناظرة للأطوال الموجية المختلفة، وهي تظهر على شكل خليط بديع من درجات الألوان المتنوعة. يتدرج اللون الأبيض المركزي كلما ابتعدنا من المركز إلى اللون الأصفر أولًا، ثم يتحول بالتدريج إلى لون برتقالي، ويتبعه اللون القرمزي، ثم البنفسجي والأزرق الذان يبدوان خطًا مظلمًا عند رؤيتهما عن بعد؛ وبعد ذلك يظهر اللون الأخضر، وبعده يظهر خط مظلم ذو صبغة قرمزية خافتة؛ أما الأهداب المضيئة التالية فهي تتألف من اللون الأخضر تقريبًا، ويظهر اللون الأرجواني والأحمر في الأهداب المظلمة التالية؛ وعلى ما يبدو أن اللون الأحمر يطغى على جميع الألوان الأخرى، إذ إن الأهداب الحمراء والبنفسجية تشغل نفس المواضع تقريبًا كما لو اُستقبلت موجاتهما بشكل منفصل».
يوضح الشكل التالي أبعاد سطح الرؤية في المجال البعيد. يتضح لنا من هذا الشكل أن مسارات الضوء المختلفة بدءًا من مصدري الضوء إلى نقطة معينة على سطح الرؤية تختلف باختلاف الزاوية θ، ويترتب على ذلك اختلاف الأطوار النسبية للشعاعين. إذا كان الفرق بين أطوال المسارات مساويًا لمضاعفات الأطوال الموجية فستتحد الموجتان وينتج عن ذلك أقصى إضاءة ممكنة؛ أما إذا كان الفرق بين أطول المسارات مساويًا لنصف الطول الموجي، أو مثله ونصف إلخ.، فسوف تُبطل كل موجة تأثير الأخرى وينتج عن ذلك أقل إضاءة ممكنة.
أبعاد الأهداب في المجال البعيد
تُعطى المسافة الخطية - {\displaystyle \Delta y} بين الأهداب (أي الخطوط المضيئة) التي تظهر على اللوحة بالمعادلة الآتية:
{\displaystyle \Delta y=L\lambda /d}
حيث {\displaystyle L} المسافة بين الشقين واللوحة، و{\displaystyle \lambda } الطول الموجي للضوء، و{\displaystyle d} المسافة بين الشقين وبعضهما كما هو موضح في الشكل.
تُعطى المسافة الزاوية بين الأهداب θf بالعلاقة الآتية:
{\displaystyle \theta _{f}\approx \lambda /d}
حيث θf <<1. فمن الواضح إذًا أن المسافة بين الأهداب تعتمد على الطول الموجي، والمسافة بين الشقين وبعضهما، والمسافة بين الشقين ولوحة العرض كما لاحظ يونغ تمامًا.